# Nyctiophylax sinensis
Nyctiophylax sinensis är en nattsländeart som beskrevs av Brauer 1865. Nyctiophylax sinensis ingår i släktet Nyctiophylax och familjen fångstnätnattsländor. Inga underarter finns listade i Catalogue of Life.